# Wypad
Wypad (deutsch Wypad, 1938 bis 1945 Waldsiedeln) ist ein kleiner Ort in der polnischen Woiwodschaft Ermland-Masuren. Er gehört zur Gmina Ruciane-Nida (Stadt- und Landgemeinde Rudczanny/Niedersee-Nieden) im Powiat Piski (Kreis Johannisburg).

## Geographische Lage
Wypad liegt am Flüsschen Kruttinna (polnisch Krutynia) im südlichen Osten der Woiwodschaft Ermland-Masuren, 23 Kilometer südöstlich der einstigen Kreisstadt Sensburg (polnisch Mrągowo) bzw. 21 Kilometer nordwestlich der heutigen Kreismetropole Pisz (deutsch Johannisburg).

## Geschichte
Die ursprünglich Wipath, um 1913 Wiepad genannte Kolonie bestand im Grund nur aus einem kleinen Hof und wurde 1823 gegründet. Als Wohnplatz innerhalb der Gemeinde (Alt) Ukta (polnisch Ukta) gehörte sie bis 1945 zum Kreis Sensburg im Regierungsbezirk Gumbinnen (ab 1905: Regierungsbezirk Allenstein) in der preußischen Provinz Ostpreußen. Im Jahre 1905 zählte Wypad 11 Einwohner. Am 3. Juni (amtlich bestätigt am 16. Juli) 1938 wurde Wypad aus politisch-ideologischen Gründen der Abwehr fremdländisch erscheinender Ortsnamen in „Waldsiedeln“ umbenannt.
In Kriegsfolge kam der kleine Ort 1945 mit dem gesamten südlichen Ostpreußen zu Polen und erhielt die polnische Namensform „Wypad“.
Heute ist er eine Ortschaft im Verbund der Stadt- und Landgemeinde Ruciane-Nida (Rudczanny/Niedersee-Nieden) im Powiat Piski (Kreis Johannisburg), bis 1998 der Woiwodschaft Suwałki, seither der Woiwodschaft Ermland-Masuren zugehörig.

## Religionen
Mit der Muttergemeinde Ukta war Wypad vor 1945 in die evangelische Kirche Alt Ukta in der Kirchenprovinz Ostpreußen der Kirche der Altpreußischen Union bzw. in die römisch-katholische Kirche Sensburg im Bistum Ermland eingepfarrt.
Heute gehört Wypad für beide Konfessionen zu Ukta: zur katholischen Kreuzerhöhungskirche innerhalb des Bistums Ełk der Römisch-katholischen Kirche in Polen sowie zur evangelischen Petrikirche, die vom Pfarramt in Mikołajki (Nikolaiken) in der Diözese Masuren der Evangelisch-Augsburgischen Kirche in Polen aus betreut wird.

## Verkehr
Wypad ist von Ukta ((Alt) Ukta) bzw. Nowa Ukta (Neu Ukta) aus über Nebenstraßen direkt zu erreichen. Eine Bahnanbindung besteht nicht mehr, seit 1945 in Kriegsfolge der Streckenabschnitt Sensburg–Rudczanny (mit der Bahnstation Ukta) der von Königsberg (Preußen) bis nach Johannisburg führenden Bahnlinie aufgegeben und demontiert wurde.